# Хумац (Љубушки)
Хумац је насељено мјесто у Босни и Херцеговини у општини Љубушки које административно припада Федерацији Босне и Херцеговине. Према попису становништва из 1991. у насељу је живјело 1.572 становника.

## Становништво
| Националност       | 1991.          | 1981.          | 1971.          |
| Хрвати             | 1.533 (97,51%) | 1.255 (98,12%) | 1.163 (98,39%) |
| Муслимани          | 6 (0,38%)      | 0              | 12 (1,01%)     |
| Срби               | 2 (0,12%)      | 0              | 0              |
| Југословени        | 5 (0,31%)      | 19 (1,48%)     | 0              |
| остали и непознато | 26 (1,65%)     | 5 (0,39%)      | 7 (0,59%)      |
| Укупно             | 1.572          | 1.279          | 1.182          |

## Познате личности
- Вјекослав Лубурић, хрватски усташки официр